# Shaper

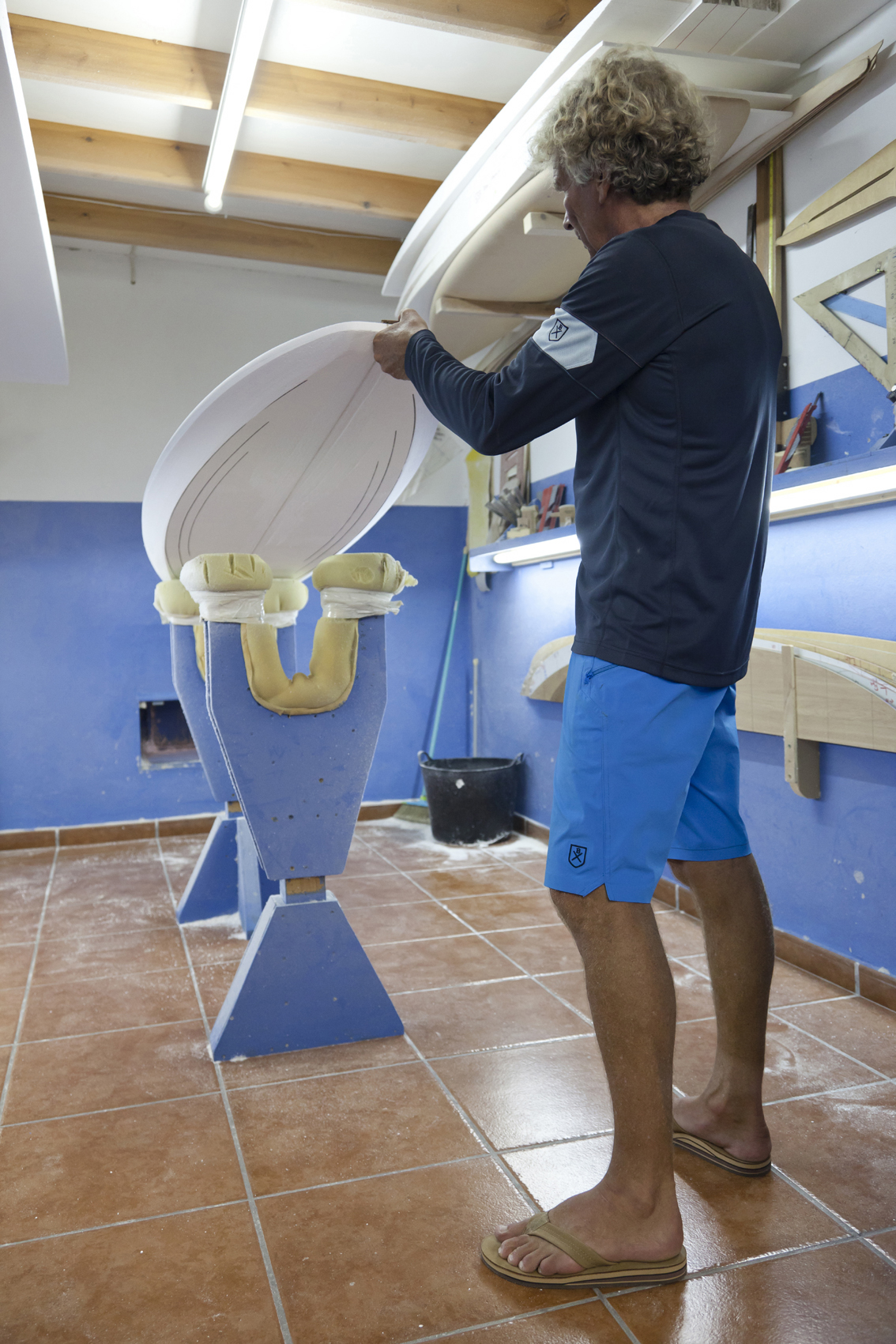
Shaper en action dans un shaperoom.

Un shapeur ou shaper est un artisan qui travaille dans le domaine des sports de glisse. Il fabrique les planches de surf dans un atelier ou shaperoom. En ski freestyle, un shaper est un spécialiste qui confectionne les  modules de saut caractéristiques de cette discipline.

## Domaines de compétence

### Surf
Le shape d'une planche de surf s'obtient le plus souvent à partir d'un pain de mousse polyuréthane que le shaper va dégrossir à l'aide d'outils tels que le rabot, la ponceuse, la grille à poncer ou le compas à mesurer, afin de lui donner sa forme finale.

### Ski freestyle
Dans un snowpark, le shaper est chargé de la construction et de l'entretien des modules (big air, half-pipe, etc.) qu'il  façonne avec une dameuse.
Dans les petites structures, il est souvent responsable du parc dont il assure le bon fonctionnement, la sécurité et l'animation.